# Иордания на летних Олимпийских играх 1984
Иордания принимала участие в Летних Олимпийских играх 1984 года в Лос-Анджелесе (США) во второй раз за свою историю, но не завоевала ни одной медали. Сборная страны состояла из 13 спортсменов (12 мужчин, 1 женщина), которые выступили в соревнованиях по лёгкой атлетике, фехтованию, стрельбе.